# Коартикульовані приголосні
Коартикульовані або комплексні приголосні мають одночасно два місця творення приголосного. Їх можна розділити на два види: Подвійно артикульовані приголосні, що мають два основних місця творення приголосного з однаковим способом творення (обидва проривні, або носові, і так далі), та приголосні зі вторинною артикуляцією, де друге, вторинне місце творення має інший спосіб творення:328.

## Подвійно артикульовані приголосні
Приклад подвійно артикульованого приголосного — Глухий губно-м'якопіднебінний проривний [k͡p], що вимовляється одночасно м'яким піднебінням ([k]) та губами ([p]).
У майже всіх мовах світу, що мають подвійно артикульовані приголосні, це або клацальні приголосні, або лабіовелярні (губно-м'якопіднебінні).

## Приголосні зі вторинною артикуляцією
Приклад приголосного із вторинною лабіалізацією — глухий лабіалізований задньоязиковий проривний [kʷ], в якого є лиш одне місце творення як у проривного, задньоязиковий [k], що супроводжується округленням губ, характерним для апроксимантів.
Є велика кількість поширених вторинних артикуляцій. Найчастіше трапляються лабіалізація (як-от у [kʷ]), палаталізація (як в українській: сь — [sʲ]), веляризація (Звук [l] у багатьох слов'янських мовах, див. Веляризований ясенний боковий апроксимант — [lˠ]), та фарингалізація (наприклад, емфатичні приголосні в арабській мові, як, наприклад [tˤ]). 

## Подібні звуки
Голосові зв'язки контролюють фонацію, та беруть участь у творенні багатьох приголосних. Вони зазвичай не вважаються окремим місцем творення, тому абруптивні приголосні (як-от [kʼ], що утворюється одночасно язиком проти м'якого піднебіння та закриттям зв'язок) не вважаються коартикульованими приголосними.